# Robin Kelly
Robin Lynne Kelly (New York, 30 aprile 1956) è una politica statunitense, membro della Camera dei Rappresentanti per lo stato dell'Illinois dal 2013.

## Biografia
Nata a New York, la Kelly si trasferì in Illinois per studiare psicologia e dopo il college lavorò in ospedali e centri d'ascolto.
Dopo venticinque anni nella pubblica amministrazione, la Kelly entrò in politica con il Partito Democratico e nel 2002 riuscì a farsi eleggere all'interno della legislatura statale dell'Illinois.
Dopo tre mandati, la Kelly lasciò il posto per accettare l'incarico di capo di gabinetto del Tesoriere di Stato dell'Illinois. Nel 2010 si candidò lei stessa alla carica di Tesoriere, ma venne sconfitta con un margine di scarto di cinque punti percentuali.
Nel 2012, quando il deputato di lungo corso Jesse Jackson, Jr. rassegnò le dimissioni per motivi di salute, la Kelly si candidò per il suo seggio alla Camera dei Rappresentanti. Essendo il distretto molto favorevole ai democratici, la competizione più difficile da affrontare era quella delle primarie. Fra i diciannove candidati, quella data per favorita era l'ex deputata Debbie Halvorson, ma tre candidati si ritirarono dalla competizione dando il proprio sostegno alla Kelly, che alla fine riuscì a prevalere anche con il sostegno del sindaco di New York Michael Bloomberg.
Dopo aver vinto le primarie, la Kelly vinse facilmente anche le elezioni generali e divenne deputata.